# Actinodium cunninghamii
Actinodium cunninghamii är en myrtenväxtart som beskrevs av Johannes Conrad Schauer och John Lindley. Actinodium cunninghamii ingår i släktet Actinodium och familjen myrtenväxter. Inga underarter finns listade i Catalogue of Life.